# 宝ひとみ
宝 ひとみ（たから ひとみ、1973年10月17日 - ）は日本の元アイドル。本名は大橋 亜紀（おおはし あき）、血液型はB型、福岡県出身。タレント時代の所属事務所はエービーシープロモーション。

## 人物・略歴
1990年に開催された『第5回東鳩オールレーズンプリンセスコンテスト』で優勝したのをきっかけに歌手デビュー。柳川高校から堀越高校へ転校した。
翌1991年9月21日に楽曲「すばらしき金剛山（クムガンサン）」でテイチク（現・テイチクエンタテインメント）よりデビュー。楽曲提供は作詞：中山大三郎、作曲：タケカワユキヒデというヒットメーカーコンビだったが、スマッシュヒットにも及ばなかった。
その後毎年一枚の間隔でシングルを合計4枚を発売するもヒットには恵まれず、1994年にセミヌード写真集を発売。しかしこれも売り上げが伸びずそのまま芸能界を引退した形となった。
1995年に、中国・南京で公演を行っている。
本人の希望は演歌歌手だったが、最初に与えられた楽曲が歌謡曲だった。それにがっかりしたというエピソードを引退後に語っている。
引退後は故郷の福岡に戻っている。

## シングル
- （1991/9/21）『すばらしき金剛山（クムガンサン）』 c/w 満月 （TEDA-10090）
- （1992/9/5）『本気ですか』 c/w 仔猫のギターラ （TEDA-10248）
- （1993/7/21）『ふたり』 c/w サファイアの夜 （TEDA-289）
- （1994/10/21）『つぐみ』 c/w 南京へ来来（TBSテレビ「スーパーワイド」エンディングテーマ曲：中山大三郎作詞・作曲）（TEDA-10321）

## 写真集
- 『La bouche』（宝ひとみ写真集）発刊：スコラ出版（1994/12/1）[4]

## 出演歴

### テレビ（歌番組他）
- TVKテレビ：『カフェシティヨコハマ』
- テレビ朝日：『ミュージックステーション』（1991/12/27）[5]
- テレビ東京：『エド山口の歌謡壱番館』（1992/2/18深夜[6]、4/8深夜[7]）[8]
- テレビ東京：『歌謡夢図鑑』（1992/3/31深夜）[9]
- 日本テレビ：『夢の音楽舎』（1992/5/8）[10]
- テレビ朝日：『歌謡びんびんハウス』(1992/11/29他）
- TBS:  史上最強の催眠術師　マーティン・ST・ジェームス　第2弾!![要出典]
- 史上最強の催眠術師　マーティン・ST・ジェームス　第６弾!![要出典]
- 日本テレビ：『スーパージョッキー』
- 日本テレビ：『IDOL アイドル』
- テレビ静岡：JanJanサタデー(1992/9/19）
- 朝日放送：『おはよう朝日です』
- NHK-BS2：『歌の祭典ヒットパレード'95』(1995/7/8）

### テレビドラマ
- TBS：『火の玉婦長さん物語』（1991/12/2）
- TBS：『電光超人グリッドマン』- 第17話（1993/7/24）・田宮聡子 役
- テレビ朝日：『重甲ビーファイター』- 第15話（1995/5/14）・矢野かおる 役

### ラジオ
- ハリキリサタデー（TBSラジオ）
- ミュージックステーション（文化放送）：1992年10月～1993年9月・水曜日、1993年10月～1994年3月・火曜日 レギュラーパーソナリティ

### 雑誌
- 週刊明星（1991年12月）
- 週刊プレイボーイ（1993年2月23日号）
- Beppin School（1993年9月号）
- スコラ（1994年第13巻23号、1995年2月22日号）
- 週刊宝石（1994年12月）